# タカハシホタテ属
タカハシホタテ属 (Fortipecten) は、新生代の一時期、北太平洋に棲息した貝の分類群で、軟体動物、二枚貝綱、イタヤガイ科に属する。化石でのみ知られる。

## 特徴
円形の殻の付け根から放射状の筋（放射肋）が並んで伸び、付け根の両側に耳と呼ばれる付属部が張り出すホタテガイの形は、イタヤガイ科に共通する特徴である。タカハシホタテ属では殻の耳が大きく、殻本体と同じくらいの長さになる。また、右殻が大きく湾曲し、左殻はほぼ平らである。波打つ放射肋がよく目立つ大型の貝である。
第三紀の鮮新世に栄えた。

## 分類
1940年（昭和15年）に東北帝国大学（今の東北大学）の矢部長克と畑井小虎が、イタヤガイ属 (Pecten) の下にタカハシホタテ亜属 (Fortipecten) を提唱した。1962年（昭和27年）に東北大学の増田孝一郎がタカハシホタテ属に昇格させた。
タイプ種の F. takahashii（タカハシホタテ）は、北海道を中心に北西太平洋に広く分布、F. kenyoshiensis（ケンヨシホタテ）は日本の東北地方と北海道。F. hallae はアラスカ産である。

### 種の一覧
- Fortipecten hallae (Dall)
- Fortipecten kenyoshiensis (Chinzei) - ケンヨシホタテ
- Fortipecten takahashii (Yokoyama) - タカハシホタテ